# Epizeuxis majoralis
Epizeuxis majoralis är en fjärilsart som beskrevs av Smith 1895. Epizeuxis majoralis ingår i släktet Epizeuxis och familjen nattflyn. Inga underarter finns listade i Catalogue of Life.